# Günter Buchholz (Fußballspieler)
Günter Buchholz (* 8. Oktober 1925) ist ein deutscher ehemaliger Fußballspieler, der 1950/51 für den SC Lichtenberg 47 in der DDR-Oberliga, der höchsten Liga im DDR-Fußball, spielte.

## Sportliche Laufbahn
Vor Beginn der Saison 1950/51 beschloss der Gesamtberliner Berliner Fußball-Verband die Einführung der Vertragsspielerregelung. Dies wollte der ostdeutsche Sportausschuss nicht akzeptieren und veranlasste die Eingliederung aller Ost-Berliner Sportgemeinschaften in den DDR-Sportbetrieb. Davon betroffen war auch der SC Lichtenberg 47, der sich gerade den Aufstieg in die Berliner Stadtliga erkämpft hatte. Die Lichtenberger gingen hauptsächlich mit ihrem Kader der Vorsaison an den Start. Zu den eingesetzten Stürmern gehörte der 25-jährige Günter Buchholz, der erst vom zwölften Punktspiel an in der Oberliga aufgeboten wurde. Bis zum Saisonende kam Buchholz auf 21 von 34 möglichen Einsätzen und schoss dabei sechs Tore. Aufgrund des limitierten Kaders schaffte der SC Lichtenberg nicht den Klassenerhalt und stieg in die zweitklassige DDR-Liga ab. Dort gehörte Buchholz nicht mehr zum Lichtenberger Aufgebot und erschien auch später nicht mehr in den oberen Spielklassen.